# Otto Dix

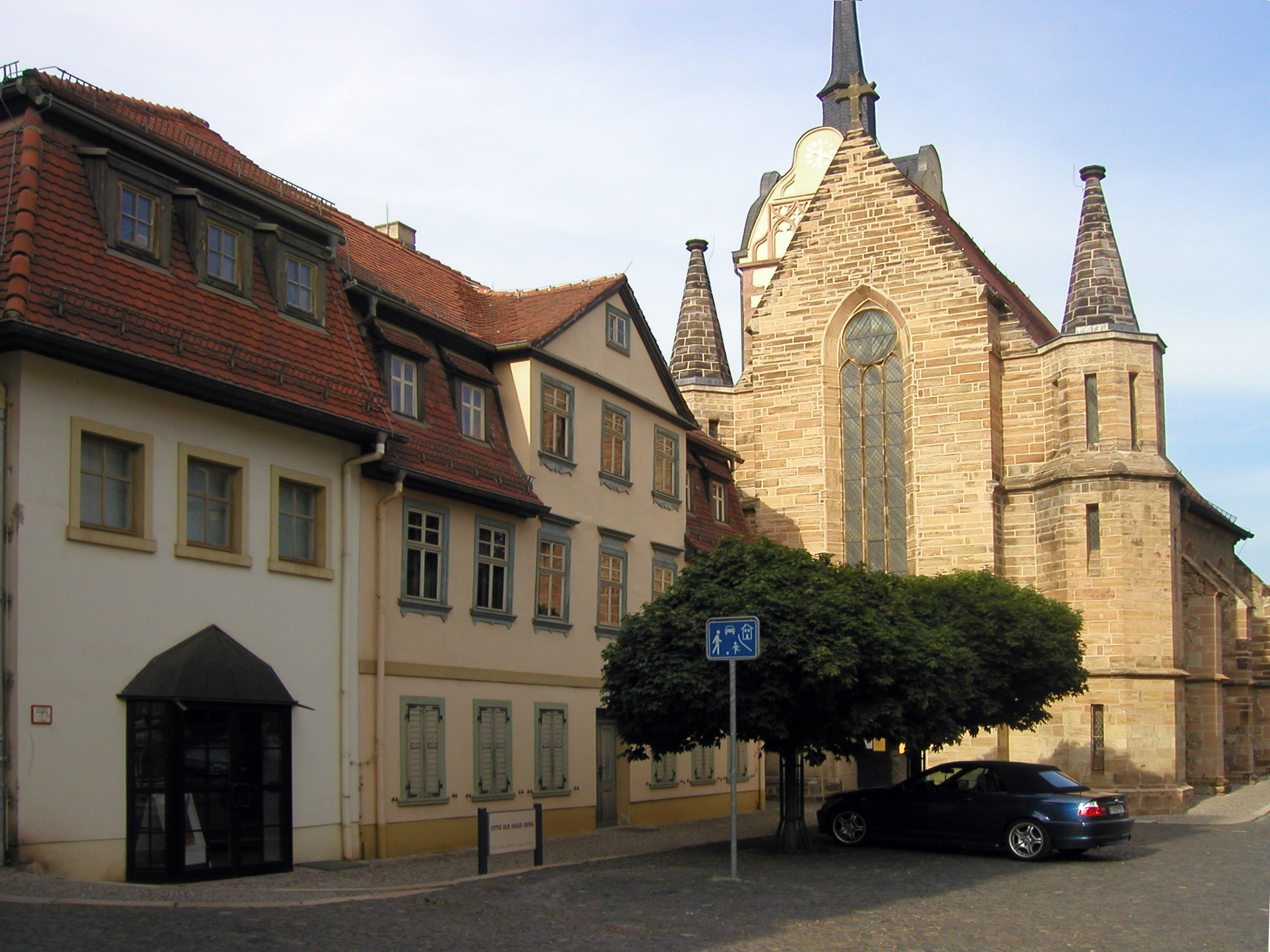
Casa natal i actual museu d'Otto Dix a Gera

Otto Dix (Untermhaus, Turíngia, Alemanya, 2 de desembre de 1891 – Singen, 25 de juliol de 1969) va ser un pintor de la nova objectivitat i l'expressionisme alemanys. El treball pictòric d'Otto Dix abasta una gran diversitat d'estils, encara que el gran públic coneix, principalment, les seves pintures sobre la guerra. Dibuixant excepcional, Otto Dix ens ha deixat més de 6.000 dibuixos i esbossos, diversos retrats, a més de teles i aquarel·les, que, sens dubte, evoquen l'època renaixentista. I és que Dix és considerat un dels grans pintors alemanys del segle xx. La major part de la seva obra es troba exposada al Museu d'Art de Stuttgart.

## Infància i joventut
Otto Dix neix a Untermhaus, prop de Gera, a Alemanya. El seu pare, Franz Dix, treballava de forjador de ferro en una ferreria. La seva mare, Louise, treballava de costurera i era una enamorada de l'art i la música. En aquest ambient va créixer Otto Dix, que sempre es va considerar fill d'obrers, però per descomptat no una persona inculta i sense recursos.
Durant la seva època escolar, el seu professor de dibuix, Ernst Schunke, va ser qui va encoratjar el jove Dix, que, més tard, el 1905 i fins a 1909 continuaria la seva formació al costat del pintor decoratiu Carl Senff. No obstant això, Senff refusa donar suport al seu aprenent en els seus primers passos artístics, al mateix temps que li augura un futur no gaire brillant en el món de l'art. El principat de Reuβ li concedeix una beca, gràcies a la qual va poder cursar els estudis superiors en l'Escola d'Art de Dresden (1909-1914), sota el guiatge de professors com Johann Nikolaus Türk i Richard Guhr.
Allà, Otto Dix entra en contacte amb la tradició dels pintors renaixentistes alemanys. El 1914 realitza el seu propi autoretrat i diversos retrats d'amics seus. En aquesta època, Dix experimenta amb el cubisme, el futurisme i, més endavant, amb el dadaisme.

## La Primera Guerra mundial i la República de Weimar
En esclatar la Primera Guerra Mundial, Otto Dix s'allista en l'exèrcit, al principi com a voluntari en el regiment d'artilleria, encara que, més tard, també lluitarà com a soldat ras tant a França (Batalla del Somme)com a Rússia. L'horror de la guerra, com a conseqüència, es convertirà en un dels temes fonamentals de la seva obra pictòrica. Al seu retorn a Dresden, funda el 1919, al costat del també expressionista Conrad Felixmüller, el Dresdner Secession Gruppe 1919, un grup radical d'escriptors i pintors expressionistes i dadà, amb qui realitzarà, el 1920, diversos collages de caràcter crític, en la seva majoria, sobre la societat. Fa part del moviment artístic del Novembergruppe.
L'horror que durant la guerra es va veure forçat a viure en primera persona, li va deixar, sens dubte, una profunda petjada que va marcar, de manera evident, tota la seva obra. Dos anys més tard, Dix es trasllada a Dusseldorf, on s'uneix al grup d'artistes Das Junge Rheinland i tan sols un any després, el 1923, contreu matrimoni amb Martha Koch. Aquesta època és una de les més productives de Dix, on entre altres obres va pintar més de 400 aquarel-les.
Entre 1925 i 1927, Otto Dix resideix i treballa novament a Berlín, ciutat en la qual la seva pintura arriba a les cotes més altes de criticisme i anàlisi de tota la seva trajectòria artística, influït principalment pel corrent de la nova objectivitat. El 1927, Otto Dix aconsegueix la càtedra en l'Acadèmia d'Art de Dresden. El 1925 va participar en una exposició a Mannheim, on entre altres obres va exposar el retrar de la galerista Johanna Ey.

## Víctima del nacionalsocialisme
Després de l'arribada al poder dels nacionalsocialistes el 1933, Otto Dix va ser un dels primers catedràtics d'art a ser destituïts pel règim. Just aquest mateix any, Dix inicia un èxode interior pel sud-oest d'Alemanya, que el durà primer a Randegg (1933), i més tard a Hemmenhofen, al costat del llac Constança (1936), on establix la seva residència.
Allà, Dix retrata el paisatge d'Hegau. A partir de 1937, els nacionalsocialistes titllen Otto Dix d'"artista degenerat" i difamen la seva obra qualificant-la de "sabotatge a l'esperit militar de les forces armades". Li van ser, a més, requisades 260 obres que es trobaven exposades per tota Alemanya. Algunes d'aquestes obres van ser venudes, mentre que unes altres van ser, al final, pastura de les flames. Mentre els nacionalsocialistes exhibeixen la difamatòria exposició "Art degenerat" per tota Alemanya, dues de les obres de Dix són exposades en la seva ciutat natal, Gera, amb motiu de la celebració del seu 700 aniversari. No obstant això, aquestes obres van ser retirades al cap de dues setmanes per ordre expressa d'alts comandaments nacionalsocialistes.
El 1938, la Gestapo el deté, acusant-lo de prendre part en l'atemptat contra Hitler a Múnic i és empresonat durant dues setmanes. No obstant això, durant aquests anys, Dix rep un dels encàrrecs més importants per a la seva carrera artística: el retrat que Dix realitza, a petició d'un important fabricant de cervesa, de sant Cristófol màrtir. L'any 1945, no obstant això, és dut de nou al front i, finalment, fet presoner pels francesos. Després de ser posat en llibertat el 1946, Otto Dix regressa, per fi, a la seva casa d'Hemmenhofen.

## Els seus últims anys després de la guerra
Després de la guerra i fins al dia de la seva mort, Otto Dix és incapaç de trobar el seu lloc en cap dels dos corrents artístics —cada vegada més allunyats entre si— que predominen en els dos estats alemanys. No s'identifica ni amb el realisme socialista de la RDA, ni amb l'art abstracte de postguerra de la República Federal Alemanya. No obstant això, en ambdues Alemanyes, les seves obres arriben a un gran reconeixement i rep múltiples homenatges.
Entre 1947 i 1966, Dix realitza anualment visites a Dresden per motius de treball. El 1959, se li atorga la Creu del Mèrit Federal —premi compartit amb l'escriptor i filòsof Ernst Jünger— i és, també, proposat per a rebre el Premi Nacional de la RDA, a petició de l'associació cultural de Gera el 1950.
En els anys 60, Dix organitza nombroses exposicions i aconsegueix diversos premis en ambdues parts d'Alemanya. El 1966, coincidint amb el seu 75 natalici, obté el premi Alfred-Lichtwark i el Martin-Andersen-Nexö i, a més, és nomenat ciutadà honorari de Gera. El 1967, se li fa lliurament del premi Hans-Thoma, i l'any 1968 rep el premi Rembrandt de la fundació Goethe a Salzburg. Otto Dix mor el 25 de juliol de 1969 després de sofrir un segon atac d'apoplèxia a la ciutat de Singen, situada a les faldes de la muntanya Hohentwiel. La seva tomba es troba a Hemmenhofen.